# 軽車両
軽車両（けいしゃりょう）とは、日本の法令の用語で、原則として原動機を持たない車両の総称である。
運転にあたり運転免許は不要だが、自動車などと同様の交通規則が定められており、違反を取り締まられた場合には交通切符（赤切符）が交付される。なお、軽自動車には「軽」の文字が含まれるが、軽自動車は軽車両ではなく自動車に分類される。

## 定義
道路交通法による定義
道路交通法第2条第1項第11号
次に掲げるものであって移動用小型車、身体障害者用の車及び歩行補助車等以外のものをいう
イ 自転車、荷車その他人若しくは動物の力により、又は他の車両に牽引され、かつレールによらないで運転する車（そり及び牛馬を含み、小児用の車を除く。）
ロ 原動機を用い、かつ、レール又は架線によらないで運転する車であって、車体の大きさ及び構造を勘案してイに準ずるものとして内閣府令で定めるもの　（「原動機を用いる軽車両」参照）
道路運送車両法第2条第4項
人力若しくは畜力により陸上を移動させることを目的として製作した用具で軌条若しくは架線を用いないもの又はこれにより牽引して陸上を移動させることを目的として製作した用具であつて、政令で定めるもの
道路運送車両法施行令第1条（道路運送車両法第2条第4項にいう政令）
馬車、牛車、馬そり、荷車、人力車、三輪自転車（側車付の二輪自転車を含む。）及びリヤカー
すなわち、道路運送車両法（道路運送車両の保安基準を含む）においては、二輪の自転車（側車付きを除く）、四輪自転車（四輪以上含む）に対する規制は存在しない。牛そり、犬ぞり、牛馬も同様。（つまり、道路運送車両法令についてはこれらは規制対象外）。
一方、道路法とその法令においては「自転車」の定義文言は無いが、同法令内における「軽車両」は「道路交通法に規定する軽車両」とされている。よって、道路法と道路標識等における軽車両、自転車の扱いは道路交通法に準ずる。

### 原動機を用いる軽車両
上述のように、軽車両人力・畜力を用いるものとされていたが、令和元年の道路交通法の改正（令和元年法律第20号）により、原動機を用いるものも下記の条件を満たす場合は軽車両とみなすこととなった。
- 車長 4.0m以下
- 車幅 2.0m以下
- 高さ 3.0m以下
- 原動機は、電動機（モーター）であること
- 運転者が歩行しながら運転するものであること（運転者が乗車等をしない、荷台のような態様と想定される。また、貨物用および乗用の両方が想定される）
- 運転者が車から離れた場合原動機が停止すること

この規定は、ある程度大型の電動荷車、電動リヤカー、電動アシスト人力車等を想定しており、また速度は人間の歩行を大きく超えないものと想定される。軽車両扱いであるため、後述のとおり歩道は原則として通行禁止である。
なお、シルバーカー、四輪歩行器（四輪歩行車） 、歩行器、小児用の車（一般的な構造の乳幼児用の手押し車、乳母車、ベビーカー、大型乳母車（お散歩カー）、避難車など）、ショッピング・カート、キャリーカート、トロリーバッグ、トロリーケース、長さ190cm以下、幅60cm以下の比較的小型の台車なども上記の基準を満たすことがあるが、これらは歩行補助車とされ歩行者扱いとなる。

## 道路交通法上の扱い

### 軽車両の例
具体的には道路交通法上、以下のようなもののことをいう。なお、本章において道路運送車両法上の軽車両の定義に該当するものは太字とする（道路運送車両法上は特に法令上明確な規定がある訳ではなく、前掲参照）。
- 自転車 （定義も参照のこと）
  - 但し、警察庁の見解によれば、次の条件を全て満たすものは、小児用の車に分類され歩行者扱いとなるが、判例では否定的見解もある。
    - 小学校入学前まで（6歳未満）の者が乗車している自転車
    - 車体が6歳未満の者が乗車する程度の大きさ（車輪がおおむね16インチ以下）
    - 走行、制動操作が簡単で、速度が毎時4ないし8キロメートル程度のもの
- タンデム自転車（ただし、全長190センチメートルを超え、成年者二人乗りができるため普通自転車ではない[7]）
- 荷車（定義、および定義上曖昧なもの参照）
  - 手押しの台車、猫車、大八車、リヤカーなど、相当程度の重量物を運搬できるもの
    - 東京都では、荷台面積が1.65平米を超えるものを大車としている（積載重量制限の関係）。

  - ただし、後述の「歩行補助車等」に該当するものは、歩行者扱い。
- 人力車
- そり（定義も参照。なお、牛そり、馬そり、犬ぞりなど使役動物に牽引されるものを含む）
- 牛および馬（人が引いており、または騎乗しているもの）
  - 牛馬以外の動物は軽車両に該当しない。ただし、水牛、ロバや騾馬については不詳。
  - 「象、きりんその他大きな動物をひいている者」は「車道を通行すべき行列」に該当する。
- 祭りの山車（車輪を備えるもの）[8]
- 牛車、馬車、その他動物に牽引される車両
  - 動物種に限定はないので水牛、ロバ、騾馬や犬などによる牽引も含まれる。
  - なお、レールによる馬車鉄道等は路面電車の扱いとなる[9]
- 他の車両に牽引される「被牽引車（トレーラー）」（※）
  - トレーラーが自動車または原動機付自転車に牽引されている場合は、交通方法（道路交通法第3章）の適用上、その牽引する自動車等の一部とされるが、単独に切り離されている状態では、軽車両の扱いとなる。
  - （※）トレーラーの道路運送車両法令での扱いは、交通法とは異なり、牽引・単独切離し状態とは無関係に、車格と牽引側（親車）の組合せに基いて、自動車または付随車に分類される。

### 軽車両でないもの
以下は道路交通法にて歩行者の扱いとなる。
- 車いす
  - シニアカー - 大型の電動式車椅子のうち法令を満たす規格のもの
- 歩行補助車等
  - 歩行補助車
    - シルバーカー - 高齢者向けの手押し車であって、荷物の運搬を主眼とするもの
    - 四輪歩行器（四輪歩行車） - 高齢者向けの手押し車であって、歩行の補助を主眼とするもの
    - 歩行器 - 乳幼児用、リハビリ用、介護用などの医療用具類。

  - 小児用の車
    - 一般的な構造の乳母車、ベビーカー、大型乳母車（お散歩カー）、避難車
    - 乳幼児用の手押し車 - 荷物運搬用と言うよりは、乳幼児の玩具的性格の方が強いもの
    - 小児用三輪車、小児用四輪車、小児用自転車の一部であって、通達や判例により「小児用の車」とされたもの

  - ショッピング・カート
  - キャリーカート（買い物以外の空港などにおける手荷物用の台車で、ショッピングカートに類するもの。また、車輪が付いた小型の荷物運搬用のシャシで、搬送台車とは言えないものも含む。）
  - トロリーバッグ、トロリーケース
  - 長さ190cm以下、幅60cm以下の比較的小型の荷車や台車[注 5]
- 移動用小型車、遠隔操作型小型車
- 輿 (みこし) - 山車（だし）は軽車両扱い。祭礼時は、一般的に行列（法第11条）または歩行者天国等による歩行者規制の適用除外となる。

二輪若しくは三輪の自転車及び長さ190cm並びに幅60cmを超えない四輪以上の自転車（これらの車両で、サイドカー付き、又はサイクルトレーラーに該当するものを除く）を押して歩いている場合は、道路交通法上歩行者の扱いとなる。ただし、これ以外のもの、例えば人が牛馬を引いている場合や、人力車、荷車などは、歩行者の扱いにはならない（前述の歩行補助車に該当する場合を除く）。
以上の歩行者扱いになる場合であっても、「行列」（道路交通法第11条）を形成する場合は別の扱いになる。詳細は歩行者参照。

#### 定義上曖昧なもの
次は、本項目における分類に関し、どの種別に該当するかが曖昧であるため法令上の扱いは一意に定まらない。
- 手押し車
- 荷車 - ショッピングカートやキャリーカート等（前記）は歩行者扱い

### 軽車両ではなく遊具とされるもの
下記に該当するものは「ローラー・スケートをし、又はこれらに類する行為」として、「交通のひんぱんな道路」における使用が禁止されている（道路交通法76条4項3号）。違反すると5万円の罰金に処される。「ひんぱん」の基準に関しては明確な基準はないが、凡そ他の歩行者や車両等との交通の危険が生じうる程度の交通量がある場所と解される。
- ローラースケート
- 一輪車[12]
- スケートボード[12][13][14][15][16]
- キックスケーター(キックボード)
- スケートサイクル
- ローラースルー[12]

但し、以上に限定されない。また、これらのうち電動機や内燃機関付きのものは、原則として原動機付自転車または自動車扱いとなる。詳細は、当該原則および例外も含めて「原動機付自転車#電動の小型車両等に対する規制」を参照。
ただし、前述「原動機を用いる軽車両」を満たす電動のものは軽車両扱いとなる。また、そのうち、歩行補助車等としての一定の基準を満たすものは、歩行者扱いとなる。

## 道路運送車両法に基づく規制
車両法上の軽車両（前述「軽車両の例」に列挙した太字のもの）に対する同法の規制は以下のとおりである。ただし、車両法における定義は厳密ではない。

### 寸法
いずれも空車状態。
- 人力によるもの（自転車も含む）は、長さ4.0m以下、幅2.0m、高さ3.0m
- 畜力によるものは、長さ12.0m以下、幅2.5m、高さ3.5m

### その他
- 乗用馬車、乗用牛車、乗用馬そり、人力車、乗用三輪自転車（側車付の乗用二輪自転車を含む。）及び乗用のリヤカー
  - これらは、適当なブレーキを備えなければならない（人力車を除く）[18]。ただし、性能ほか詳細基準は、車両法では規定されていない。（自転車に該当する場合は交通法により規定がある、後述）
  - これらは、安全な乗車を確保することができ、かつ、適当な座席、警音器を備えなければならない[18]。なお、性能ほか詳細基準については、軽車両に係る「道路運送車両の保安基準の細目を定める告示」が制定されていないと推定される[18]。

- 上の二者以外のもの（例として、貨物用の軽車両全般や、構造や形態が一輪トレーラー、一輪自転車、一輪車、二輪自転車（側車付きを除く）、四輪以上の自転車であるもの）
  - 車両法に基づくブレーキ、座席、警音器の規制はない（交通法の規制は後述）。

## 通行方法など

### 通行車線
軽車両は、自動車、原動機付自転車、トロリーバスとともに、道路交通法では「車両」に含まれ、車両通行帯の設けられていない道路（歩道や路側帯と車道の区別のある道路においては、車道）ではその左側端に寄って、車両通行帯の設けられた道路では最も左の車両通行帯（第一通行帯）を通行しなければならない。
路線バス等優先通行帯、路線バス専用通行帯、普通自転車専用通行帯その他の専用通行帯がある場合にも、全ての形態の自転車を含む全ての軽車両は最も左の車両通行帯（第一通行帯）を通行する。なお、最も左の車両通行帯（第一通行帯）が「普通自転車専用通行帯」の場合も、全自転車を含め全軽車両はそこを通行する事になる。なお「車両通行区分」「特定の種類の車両の通行区分」の場合はその分類に従う。

### 歩道通行
軽車両のうち普通自転車（サイドカー付きのもの及びサイクルトレーラーを除く）については歩道通行の例外が適用される。
- 歩道通行の例外とは、普通自転車（サイドカー付きのもの及びサイクルトレーラーを除く）[注 8]が、歩道上の自転車レーンを通行する場合や、運転者が12歳以下の子供、高齢者・障害者であったり、「車道等の状況に照らして自転車の通行の安全を確保するため、歩道を通行することがやむを得ないと認められる」場合に、歩道を徐行ないし通行することである。
- 例外により歩道を通行する場合、次を遵守しなければいけない。[24]
  - 歩道の中央から車道寄りの部分を徐行する。
    - ただし、歩道に道路標示「普通自転車の歩道通行部分（114の3）」がある場合には、その部分を通行しまたは通行しようとする歩行者がいない場合に限り、「安全な速度と方法で」通行できる[25]

  - 歩行者の通行を妨げるようなときは、自転車が一時停止する。

これら以外の軽車両（普通自転車以外の自転車、五輪以上の自転車、自転車以外の軽車両、サイドカー付きの自転車）、普通自転車で他の車両（サイクルトレーラーやリヤカーなど）を牽引した場合は、自動車等と同様に、道路外出入り等のための横断等の例外を除いては、歩道を通行できない。

### 自転車道
自転車道がある場合には、普通自転車（サイドカー付きのもの及びサイクルトレーラーを除く）は原則としてそこを通行しなければならない。
普通自転車に該当しない自転車（サイドカー付きのもの及びサイクルトレーラーを除く）は、自転車道を通行できる。
上記以外の軽車両（自転車以外の軽車両、サイドカー付きの自転車またはサイクルトレーラー）は自動車等と同様に、道路外出入り等のための横断等の例外を除いては自転車道を通行できない。

### 路側帯
路側帯がある場合には、軽車両は道路左側部分にある路側帯も通行することができるが、歩行者の通行を妨げないような速度と方法で進行しなければならない。（自転車を含めて軽車両は、逆走になるので、道路右側部分にある路側帯は通行できない）
二重白線で区画される歩行者専用路側帯は、道路外出入り等のための横断等の例外を除いて通行できない。

### 右左折
交差点を右折する場合及び道路外へ出入りするために右折する場合は道路交通法第34条第3項に「あらかじめその前からできる限り道路の左側端に寄り、かつ、交差点の側端に沿つて徐行しなければならない」と規定されており、二段階右折をしなければならない。
同じく二段階右折が規定されている原動機付自転車では交通整理の有無等の一定の条件下において義務付けられているが、軽車両は右折する場合には常に二段階右折をしなければならない。また進行方向別通行区分が指定されている交差点を左折、直進又は右折する場合にも、道路交通法第35条第1項の但し書きにより軽車両は除外されており、最も左側の車両通行帯をあらかじめ通行しなければならない。

### その他
自転車も含めて軽車両は並進してはならない（追越しなどの一時的並進を除く）

### 道路標識

歩行者を含めた全交通が通行止め。
車両通行止め。（「軽車両を除く」と書かれていない限り、軽車両にも適用される。）
車両進入禁止。（同上）
自転車通行止め
自転車以外の軽車両通行止め
自転車専用。（普通自転車以外の車(軽車両を含む)及び歩行者の通行禁止。）
自転車及び歩行者専用。（普通自転車以外の車(軽車両を含む)の通行禁止。）
歩行者専用。（軽車両を含む全ての車の通行禁止。）

## 乗車、積載および牽引の制限
（以下すべて東京都の場合）

### 乗車
軽車両のうち二輪または三輪の自転車に該当するものについては、詳細は「日本の自転車#公道を走る際の必要装備」参照のこと。
- 二輪または三輪の自転車以外の軽車両（トレーラーを含む）については、乗車装置に応じた人員を超えて乗車させないこと（16歳以上の運転者が幼児1人を子守バンド等で確実に背負つている場合の当該幼児は当該16歳以上の運転者の一部とみなす）

### 積載
重量は、車両重量を含まない。
- 4輪の牛車、馬車（他の動物種による場合は不明、以下同じ）は、重量2,000kg以下、2輪の牛馬車は1,500kg以下。
- 大車（荷台の面積が1.65平米以上の荷車）は、750kg以下。
- 牛馬車および大車以外の荷車は、450kg以下。
- 軽車両でリヤカーをけん引する場合のリヤカーは、120kg以下。
- 荷台等のある自転車は、30kg以下。

寸法制限
- 荷台等のある自転車の場合、長さは荷台等の長さに0.3mを加えたもの以下。幅は、荷台等の幅に0.3mを加えたもの以下。高さは、積載した状態で2.0m以下。
- 牛馬車の場合、長さは荷台等の長さに0.6mを加えたもの以下。幅は、荷台等の幅に0.3mを加えたもの以下。高さは、積載した状態で3.0m以下。
- 大車の場合、長さは荷台等の長さに0.6mを加えたもの以下。幅は、荷台等の幅に0.3mを加えたもの以下。高さは、積載した状態で2.0m以下。
- 牛馬車および大車以外の荷車の場合、幅は、荷台等の幅に0.3mを加えたもの以下。高さは、積載した状態で2.0m以下。

方法制限
- 荷台等のある自転車の場合、荷台等から前後にはみ出した部分の合計が0.3m以下のこと、左右にはみ出した部分が0.15m以下のこと。
- 牛馬車の場合、荷台および座席から前後にはみ出した部分の合計が0.6m以下のこと、左右にはみ出した部分が0.15m以下のこと。
- 大車および荷車の場合、荷台等から左右にはみ出した部分が0.15m以下のこと。

### 牽引
軽車両は、交通の頻繁な道路においては、他の車両を牽引してはならない（サイクルトレーラーもこれに含まれる）
ただし、堅ろうで運行に十分耐える牽引装置で自転車がリヤカーをけん引する場合はこの限りでない。

## 灯火・安全装備

### 安全装備
「道路運送車両法に基づく規制」も参照。
自転車に該当する軽車両は、制動装置（ブレーキ）、警音器などにつき交通法の規制が掛かる。詳細は「日本の自転車#公道を走る際の必要装備」参照。

### 灯火
前照灯、尾灯、反射器材についての規制は、自転車と同様であり次の通り。（東京都の場合）
- 前照灯 … 白色又は淡黄色で、前方10mの距離にある障害物を確認できる光度のあるもの
- 尾灯 … 赤色で、夜間に後方100mの距離から点灯を容易に確認できる光度にあるもの

尾灯は、次の反射器材を備える場合には不要である。
- 赤色又は橙色で、夜間に後方100mの距離から前照灯の反射光が容易に確認できるもの
- 後面の幅が0.5メートル以上の自転車・軽車両にあつては、両側にそれぞれ1個以上（計2個以上）備えること

前述のとおり、尾灯と反射器材は、どちらか一方があれば良い（両方あっても良い）。なお、他の車両に牽引される場合には前照灯が、他の車両を牽引する場合には尾灯が不要となる。
荷車（ショッピングカート等の軽車両でないものを除く）、人力車、そり、牛車、馬車なども夜間は灯火や反射器財類が必要である。ただし牛および馬（人が引いており、または騎乗しているもの）は夜間でも不要。

## 有料道路における「軽車両等」の車種の扱いについて
有料道路の通行料金において、「軽車両等」の車種には、自転車などの軽車両のほかに、普通自動二輪車に該当する車両のうち総排気量125cc以下の二輪車（道路運送車両法における「原動機付自転車」に該当する車両）と、原動機付自転車（総排気量50cc以下の二輪車等）も含まれている。なお、道路交通法においては普通自動車に該当するミニカーも、道路運送車両法においては「原動機付自転車」に該当する。
高速道路、有料道路に関わらず、当該道路を通行できるかどうかは「自動車専用」の道路標識（この場合、車両法において原動機付自転車扱いとなる50cc以下の二輪等とミニカーは通行できない）や、個別の通行止めの道路標識により規制されるのが通例である。
よって、通行料金に「軽車両等」が表示されているからと言って、軽車両（または車両法上の原動機付自転車）が通行できることを示すことにはならない。